# David Donachie
David Donachie est un écrivain écossais né à Édimbourg en 1944 et mort le 21 décembre 2023,.

## Livres traduits en français
Les Aventures des frères Ludlow
- Une chance du diable, Éditions Phébus, 2000  (ISBN 978-2859406783), 324p
- Trafic au plus bas, Éditions Phébus, 2001  (ISBN 978-2859407377), 416p
- Haut et Court, Éditions Phébus, 2002  (ISBN 978-2859408626), 438p
- Un parfum de trahison, Éditions Phébus, 2006  (ISBN 978-2752901866), 463p